# واين فيريداي
واين فيريداي (بالإنجليزية: Wayne Fereday)‏ هو لاعب كرة قدم بريطاني في مركز نصف الجناح، ولد في 16 يونيو 1963 في Warley, West Midlands ‏ في المملكة المتحدة. شارك مع منتخب إنجلترا تحت 21 سنة لكرة القدم. أما مع النوادي، فقد لعب مع كارديف سيتي وكوينز بارك رينجرز ونادي بورنموث ونيوكاسل يونايتد ووست بروميتش ألبيون.